# Gyaltsen Gyaltag
Gyaltsen Gyaltag tibétain : རྒྱལ་མཚན་རྒྱ་སྟག, Wylie : rgyal mtshan rgya stag (8 mars 1949, Lhassa - 25 janvier 2002, Suisse), est un écrivain et diplomate tibétain exilé en Suisse, qui fut représentant du 14e dalaï-lama, Tenzin Gyatso au Bureau du Tibet en Suisse de 1991 à 1995.

## Biographie

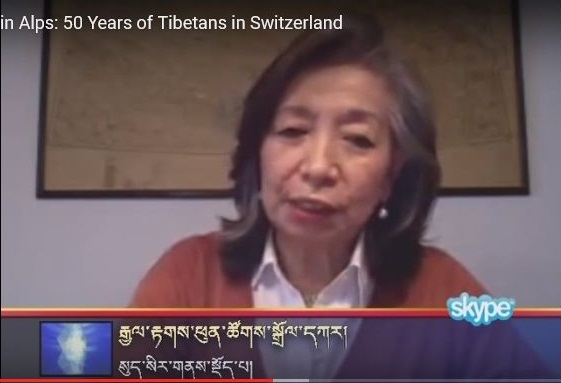
Dolkar Phuntsok Gyaltag-Namseling, veuve de Gyaltsen Gyaltag, en 2013

Son père est Ngawang Gyaltsen Gyaltag et sa mère Kelsang Drolkar.
Il perd ses parents alors qu'il est jeune et s'enfuit du Tibet pour l'Inde en 1956.
Le 2 octobre 1960, il est envoyé de Dharamsala en Suisse et est admis en tant qu'orphelin au village d'enfants Pestalozzi à Trogen en Suisse. Il est diplômé de l'école secondaire en 1967. Il étudie ensuite l'éducation et la psychologie à l'université de Zurich. En 1986, il termine ses études et obtient une licence ou un M.Phil.
Il est ensuite travailleur social à la maison tibétaine du village d'enfants Pestalozzi de 1986 à 1991. 
Il est nommé représentant au Bureau du Tibet en Suisse en 1991 et occupe cette fonction jusqu'en 1995. Il est alors responsable de l'Europe méridionale et centrale, ainsi que pour les affaires européennes et l'ONU. Il accompagne notamment le dalaï-lama lors de sa visite en Italie en juin 1994. Le 6 mars 1995, en tant que représentant du dalaï-lama pour l'Europe, il est interviewé par Paolo Pietrosanti (it) pour Radio Radicale
De 1995 à 2000, il est à la tête des communautés résidentielles multiculturelles, socio-éducatives du village d'enfants Pestalozzi de Trogen et à partir de janvier 2001, il est membre des programmes internationaux de la Fondation Village d'enfants Pestalozzi.
Membre actif de la communauté tibétaine en Suisse, il a été un membre fondateur de l'Association de la jeunesse tibétaine en Europe ainsi que la Swiss-Tibetan Friendship Society (GSTF).
Quand Campagne internationale pour le Tibet-Europe a été créé à Amsterdam, il y apporta sa coopération et la rejoignit en tant que membre du conseil d'administration.
Son épouse, Phuntsok Dolkar, son fils, Rinzin Gyaltag, et sa fille, Yeshi Gyaltag, lui survivent.
Une cérémonie eut lieu en sa mémoire à Zurich le 23 février 2002.